# Tangentă

Graficul funcției tangentă

Tangenta este o funcție trigonometrică periodică, definită în contextul unui triunghi dreptunghic ca fiind raportul dintre cateta opusă și cateta alăturată:
{\displaystyle \tan(\alpha )={\frac {a}{b}}}